# Катедрала на Или
Катедралата в Или (на английски: Ely Cathedral) е основната църква на епархия Или в Кеймбриджшър, Англия и седалището на епископа на Или.
В района е наричана Корабът на мочурищата (област в Източна Англия) заради бележитата си форма, извисявайки се над околния равен и воднист пейзаж.
Катедралата е построена в периода 1083 – 1375 г. Височината ѝ е 66 метра, а дължината – 163 м. Главният кораб (неф) на катедралата е висок 21,9 м.